# Silentium
Silentium är en österrikisk film från 2004 i regi av Wolfgang Murnberger, baserad på en kriminalroman av Wolf Haas. Filmen var mycket framgångsrik vid lanseringen i Österrike och sågs av 200 000 åskådare. 

## Handling
Filmen utspelar sig i Salzburg och kretsar dels kring en katolsk internatskola för blivande präster, dels kring de årliga festspelen för klassisk musik i Salzburg. Den före detta polisen och privatdetektiven Brenner arbetar i filmens inledning som vakt i en klädaffär. I samband med att han avslöjar ett snatteri blir han avskedad men lär även känna Konstanze Dornhelm, dottern till ledaren för festspelen i Salzburg. Hennes make Gottlieb har nyligen dött efter att ha fallit från Mönchsberg, en hög klippavsats över staden, och hon vill veta mer om omständigheterna för det: var det självmord, eller blev han knuffad? Hon anlitar Brenner, och vill inte minst att han ska undersöka om det möjliga mordet har något att göra med att Gottlieb ämnat avslöja att en katolsk biskop varit alltför närgången mot honom och andra pojkar under”hygienundervisningen” vid det katolska internatet Marianum. Brenner söker sig till internatet, där han så småningom blir indragen i en serie mord med anknytning till starka institutioner och makthavare i Salzburg.

## Produktion
Arbetet med manuset till filmen påbörjades i november 2002 och skrevs i hög grad gemensamt av Wolf Haas (som skrivit romanförlagan), Wolfgang Murnberger och Josef Hader. Inspelningen inleddes i augusti 2003 med 39 inspelningsdagar. Filmen producerades av Dor Film – ett av Österrikes viktigaste filmbolag – och hade en budget på ca 3M Euro.

## Genre
Filmen är en kriminalfilm även om den på ett par punkter skiljer sig åt från vad man är van vid. Det gäller bland annat huvudpersonen Brenner, bruket av humor, samt filmens upplösning och den kritik som finns i filmen.
Det mest utmärkande är kanske huvudkaraktären Brenner, som i mycket hög grad är en antihjälte, långt mer så än exempelvis svenska kriminalpoliser som Beck och Wallander, som även om de är lite uppgivna över samhället och tillvaron ändå har en etablerad plats i samhället och vardagen, och som ändå förmår leda en brottsutredning. Brenner är däremot snarast att se som en utstött från samhället, och hans sätt att närma sig en lösning på fallet liknar mer ett famlande i något som så småningom visar sig vara rätt riktning.
Beträffande filmens bruk av humor i kriminalfilmen har Murnberger påpekat att han förvisso ville behålla en hel del (svart) humor från romanen, men att han, till skillnad från sin tidigare Haas-filmatisering Komm, süßer Tod, var mån om att luta sig mer åt det realistiska hållet och att ge större utrymme för stämningar som spänning, hotfullhet och thriller.  Den humor som finns kvar ska, enligt Murnberger, också göra lite ont. Murnberger själv har karaktäriserat filmen som en ”thriller-grotesk”
Många kriminalfilmer låter berättelsen sluta med att fallet blir löst och att ordning återställs. Sådana filmer ger då en ganska trygg avslutning till åskådaren, en förhoppning att bekymmer, hot och elände har ett slut. I Murnbergers film är det väl ganska tydligt vilka karaktärer som har skuld, men merparten av dem kommer inte att ställas inför rätta och få sina straff. Det gäller både biskopen och festivalchefen. Brenner själv ges heller inget lyckligt slut som tack för sin insats. Kvar blir en känsla av uppgivenhet inför konservativa maktstrukturer som verkar omöjliga att rubba.

## Stil
Filmen är, precis som många kriminalfilmer, överlag inspelad i dunkelt ljus och matta färger, oavsett om handlingen utspelar sig dagtid eller på natten.
Drömsekvenser används på ett intressant sätt för att placera Brenners medvetande i andra sammanhang som ger åskådaren nya infallsvinklar på filmens tematik. Vid ett tillfälle används datorgrafik för att placera in Brenner och andra karaktärer som passiva figurer i ett fotbollsspel. Vid ett annat tillfälle ses Brenner släpa ett stort krucifix, med tydlig relevans för filmens tematik.
Musiken är överlag ett ganska fantasilöst bruk av spänningsskapande rytmer. Ett par undantag finns dock. Framför allt bör nämnas musiken i scenerna kring fotbollsspels-drömsekvensen, inte minst eftersom den blir tematiskt betydelsefull. En elgitarr-version av Mozarts Requiem tonar fram när Brenner blir förrådd av sportprefekt Fitz, men när Fitz ringer till Festspels-chefen övergår musiken från en rå version av Requiem till en elegant klassisk. Övergången motiveras diegetiskt av att Festivalchefen spelar musiken i sitt arbetsrum. Samtidigt som han lyssnar rör han händerna som om han dirigerade. De inklippta bilderna, bland annat på Brenner som misshandlas av poliser, antyder att han även i verkliga skeenden har makt att styra vad som händer.

## Intertextuella referenser
Vid ett par tillfällen bjuder filmen på referenser till välkända filmer, vilket i någon mån bidrar till att placera filmen i en genrekontext, men i högre grad till att medge åskådaren glädje i att känna igen scenerna. Den tydligaste, och möjligen mest underhållande, referensen är till den berömda sekvensen i Alfred Hitchcocks North by Northwest (1959), där Cary Grant jagas av et besprutningsflygplan. I Silentium, där det är Brenner som jagas, används snarlika kamerainställningar och en liknande spänning skapas. Det faktum att det i Murnbergers film rör sig om ett modellflygplan och inte ett riktigt gör att åskådaren naturligtvis tar det hela på mindre allvar än vad var fallet i Hitchcocks film.

## Skådespelare
Bland skådespelarna måste i första hand Josef Hader lyftas fram, eftersom han både spelar filmens huvudroll och eftersom han i hög grad varit delaktig i skapandet av filmen (inte minst som medförfattare till filmmanuset tillsammans med regissören och författaren till romanförlagan). Hader är ytterst välkänd i Österrike, inte minst från sina många kabaré-föreställningar, men även från tidigare filmer  India  och  Komm, süsser Tod .
Haders skådespeleri får i recensionerna också mycket goda vitsord, och ges en stor del av äran för en lyckad film. Benedikt Eppenberger skriver i sin recension att de tider då Hader i första hand var en kabaréskådespelare är förbi, och att ”Wo andere mit der Pose des Losers bloss kokettieren, da gibt Hader mit Sarkasmus und feinem Understatement dem Verlierertyp im Kino seine Würde zurück.”
Bland övriga skådespelare förtjänar Joachim Król ett omnämnande. Król är en välkänd tysk skådespelare.  Der bewegte Mann (1994) är en Król av hans tidiga filmer, och den som kanske bör räknas som hans genombrott. Därefter har han varvat filmroller med tv-produktioner. Trots att han är välkänd, är han dock inte ett lika stort namn i Tyskland som Hader i Österrike. Det faktum att Król har en viktig roll i filmen bidrog sannolikt till att filmen blev enklare att marknadsföra mot den tyska bio- och tv-marknaden, som annars tenderar att vara tämligen ointresserad av rent österrikiska produktioner.

## Titeln
Silentium, står skrivet på en vägg i internatet, och är enligt sportprefekten Fitz latin med betydelsen ”håll käften!”. Denna tystnadsmentalitet utgör å ena sidan en försvårande omständighet för Brenners utredning och å andra sidan en punkt för en viss kritik av vilka sanningar som kommer ut i offentligheten. Många obehagligheter förtigs eftersom de så uppenbart skulle solka ner kyrkan och festivalen och kanske hela stadens rykte. Överlag verkar det som om både makthavare (kyrkan, festivalledningen samt polisen) och möjligen även folk i allmänhet verkar ointresserade av obehagliga sanningar.

## Mottagande
Filmen fick vid sin premiär ett gott mottagande. Flera kritiker ägnade utrymme åt att kommentera förhållandet mellan Haas romanförlaga och filmen och man noterade bland annat att det fanns ett antal mindre skillnader, men att de snarast var välkomna och gjorde filmen till ett verk som kunde stå på egna ben. I samband med det uppmärksammar man även att Haas själv varit delaktig i att arbeta om romanen till filmmanus. 
Kritiker uppmärksammade i regel även kombinationen av humor och spänning, som man menade var synnerligen lyckad. Å ena sidan innehöll filmen många humoristiska kommentarer (framför allt då ur Brenners mun) av ett slag som man karaktäriserar som typiskt österrikisk: torr, småelak, bitter och svart humor. Stundtals mycket roande? Å andra sidan framhåller man att humorn inte förtar kriminalberättelsen någon spänning, utan att åskådaren i hög grad kan leva sig in i en värld som både känns trovärdigt realistiskt och film noir-aktig.

## Priser och utmärkelser
Filmen vann Österreichischer Filmpreis 2005, ett pris som ges till den inhemska film som setts av flest åskådare i Österrike.